# 北方狭口蛙
北方狭口蛙（学名：Kaloula borealis）为姬蛙科狭口蛙属的两栖动物。

## 特征
成年蛙约4厘米多，头小，体型圆。鼓膜不明显，无锄骨齿，舌后端无缺刻。背面棕色，有很多斑点；腹面淡肉紫色，头后面有一淡红色W形宽纹；后肢粗短，除第四趾外，其余各趾间均具有半蹼。雄蛙喉部为灰黑色，有单个咽下外声囊，胸部有大的皮肤腺。

## 分布
分布于亚洲东北部，包括朝鲜半岛，韩国济州岛，和中国大陆，河北、山西、山东、黑龙江、辽宁、吉林、江苏、浙江、安徽、河南、湖北、陕西等地。该物种的模式产地在辽宁丹东。
此蛙全球分布依然广泛，但是在韩国境内已归为二级濒危。它生活在农田，10-900米海拔区，尤其喜欢稻田。

## 繁殖
北方狭口蛙在六七月雨季交配。雨季过去之后，成年蛙挖洞钻入地下，到夜晚出来捕猎。卵生在雨水池，蝌蚪在30天之内成熟，比同地区其它的蛙快很多。